# 金天海
金 天海（キム・チョンへ、きん てんかい、김 천해、1899年5月10日 - 没年不明）は、在日朝鮮人の左翼活動家。在日本朝鮮人連盟最高顧問。日本共産党中央委員。「天海」は僧名で、本名は金 鶴儀（キム・ハクウィ、きん かくぎ、김 학의）。大韓帝国（現在の大韓民国）慶尚南道蔚山郡出身。日本大学中退。

## 来歴
1899年5月10日、大韓帝国慶尚南道蔚山郡で流通・貿易関係を営んでいた家に生まれた。現在は蔚山特別市内の方魚津（방어진）（行政区画としては方魚里）である。一人っ子だった金天海は梁山の通度寺に預けられ、仏道の修行を行なった。
日本統治下の1916年、京城の仏教学校・京城中央学林に入学。京城中央学林卒業後、慶尚南道蔚山郡に帰り、夜間学校の教師をした。

### 渡日
1922年冬、朴広海へのまたいとこからの紹介状と、密教系大学への朝鮮仏教会からの推薦状を持参して来日し、大阪市梅田の朴広海を訪ねた。朴広海は夜間学校に通いながら、朝鮮人の経営する薬局で働いていた。朴は金天海を自分の部屋に寄宿させた。2週間後、金と朴は、梅田駅で、40人ほどの両班階級の観光団と出会った。観光団は、日韓併合に尽力したことにより、同年3月に東京上野の不忍池で開催される平和記念東京博覧会に参加する予定だった。金天海は、観光団の人に、朝鮮独立の意識を持たせなければならないと考え、朴広海と協議した。金と朴は、金を出し合って学生服を購入し、朴の滞納していた学校の授業料1か月分を支払って学生証を入手し、朝鮮人留学生となった。金と朴は、観光団の滞在していた「いばらぎ旅館」を学生服を着て訪れ、観光団を説得した。7人が説得に応じ、「東京には行かない」と宣言した。7人は仮病を使って東京行きを取り止めたため、大阪府衛生課や警察などが7人を説得した。その過程で、7人が金天海から説得されたことが発覚し、金天海に逮捕状が出された。金は、東京に逃げた。その後、金天海は、日本大学専門部社会科に入学した。日本大学社会科には、三・一独立運動（万歳事件）に参加した者などが在籍していた。また、李雲洙（イウンス、1899〜1938、「朝鮮新聞」発行人）も日本大学専門部に在籍していた。
同年春、朴広海も東京に出た。朴は東京駅で巡査に拘束されたが、金天海を訪ねる予定であることを話すと、巡査が電話をして調べ、すぐに金の住所を教えてくれた（警察は、多くの朝鮮人の住所を調査・把握していた）。朴は、金が住む下谷の長谷惣一宅を訪ねて、金と再会した。金天海は共産主義者になっており、労働者のストライキを見たり、堺利彦や山川均の書物を読むなどしていて、「朝鮮が独立するためには、日本の帝国主義を打倒しなければならない。打倒するためには、日本人労働者と結束して、革命を起こすしかない」という結論に達していた。金と朴は、長谷惣一宅で共同生活を始めた。
同年7月15日、暁民会、水曜会、建設者同盟などが連合して、日本共産党（第一次共産党）が結成された。同月、信濃川朝鮮人虐殺事件が発生した。これを受け、在日朝鮮人は、在日本朝鮮労働者状況調査会を結成し、在日朝鮮人労働者の実態調査を始めた。朴広海は、同会に参加し、茨城県、長野県、群馬県、愛知県の飯場を、実際に働きながら調査した。
同年11月、同調査会参加者を中心にして、東京朝鮮労働同盟会が結成された。同会の実行委員に就任した金天海は、東京淀橋の同会本部に移り住み、階級闘争を始めた。
1923年5月、朴広海は東京を離れ、ソビエト連邦を目指した。朴は、故郷の咸興から豆満江の中国との国境を抜け、満州を経て、ソ連に密入国した。朴は資金稼ぎのために阿片栽培を手伝いながら、ソ連を見聞した。
同年、朝鮮共産党日本総局東京西南部ヤチェイカ（ロシア語で細胞の意）の細胞員となった。
1924年3月16日、東京朝鮮労働同盟と日本労働総同盟は、「関東大震災被虐殺日支労働者合同追悼会」を開催した。出版社従業員組合共済会、芝浦労働組合、自由労働連盟など日本人労働者350人も出席した。金天海は、朝鮮人代表として、日本労働総同盟に対して、「日本政府に朝鮮人虐殺を抗議しよう」と提案した。日本労働総同盟幹部は、金天海の提案に賛同しなかった。その後、金天海は、近代的工場労働者を組織するために、東京南部、京浜工業地帯で活動した。
1925年1月、思想団体・一月会が結成された。金天海は一月会に所属した。一月会は、朝鮮・内地で分立する社会運動に対して、絶対中立の立場から、積極的に大同団結を促進することを目標とした。福本和夫が主張した「福本イズム」を信奉する者からは、「改良主義的右傾化」だと批判された。
同年2月、全国の10数の朝鮮人労働組合団体が大同団結し、在日本朝鮮労働総同盟（略称は在日朝鮮労総）が結成された。同年7月、金天海は、在日朝鮮労総の神奈川県の地方組織として、神奈川朝鮮合同労働会を結成し、常務執行委員に就任した。
同年、横浜市のメーデー準備会に、朝鮮労働組合代表として参加し、「請負制度撤廃」などの朝鮮人労働者の要求を、メーデーのスローガンに加えた。その後、神奈川県厚木市に移り住み、砂利採取労働者へのオルグを行なった。根府川で、朝鮮人労働者が、関東大震災復興事業として砂利採取で働いていたが、賃金が未払いだった。金天海は発注先の復興局と話し合い、さらに鉄道大臣に直談判して、工事代金を支払わせた。
同年、京城で、在日朝鮮人留学生が設立した思想団体黒濤会のメンバーだった金燦（本名は金洛俊）、金若水らが朝鮮共産党を再建した。
1926年、共産主義系の朝鮮労働青年団の指導者となった。このころ、在日朝鮮労総の朴相勗とともに東京や神奈川でオルグ活動を行なった。同年、神奈川朝鮮合同労働会中央委員、関東朝鮮労働組合連合会委員長に就任した。
同年12月10日、神奈川県足柄上郡松田町で、町役場と警察署が内鮮融和講演会を開き、融和派の3人の朝鮮人が公演を行なうことになっていた。融和に反対する朝鮮人飯場の親方6人が乱入し、公演予定の朝鮮人3人を殴打した。内鮮融和講演会は中止になった。警察は、6人の朝鮮人親方を逮捕して取調べた結果、金天海が朝鮮人親方をオルグしていたことを突き止め、金天海は小田原町弁財天の旅館「北辰館」で逮捕された。
1927年1月10日、小田原区裁判所で金天海の第1回公判がおこなわれ、東京、神奈川、静岡などから、朝鮮人飯場の親分40人以上が、傍聴にやってきた。第2回公判でも、30数人の朝鮮人の親分が、傍聴に訪れた。警察は公安担当者全員で法廷内外を警備した。金天海が控訴して横浜に送致されることになると、30人の朝鮮人親分が同行した。同年2月、朝鮮共産党日本総局が設立された。

### 朝鮮共産党の活動
1928年5月、金天海は在日朝鮮労総中央執行委員長兼争議部長に就任し、日本全体の在日朝鮮人労働運動の最高指導者となった。同月、朝鮮共産党に入党し、東京西南部ヤチェイカの細胞員となった。このころは、東京目黒に住んでいた。
同年6月上旬、朝鮮共産党日本総局責任秘書・韓林ら、大多数の日本総局幹部が逮捕されると、金天海は朝鮮共産党日本総局責任秘書に就任した。
同年夏、朝鮮共産党日本総局と高麗共産青年会日本部は、国恥記念日（日韓併合により朝鮮総督府が発足した8月29日）と関東大震災虐殺同胞追悼記念日（関東大震災が起った9月1日）に向けて、闘争を組織した。この闘争は、労働者の要求に基づく「経済的部門的闘争」ではなく、民族主義に基づいた「民族的政治的闘争」となった。
同年8月29日午後9時、東京新宿の武蔵野館横の空き地で、150人の朝鮮人労働者が集まって、集会を開いた。その後、革命歌、労働歌を歌い、ビラをまきながら、デモ行進した。デモ隊は、駆けつけた警官隊と乱闘となり、23人が治安維持法違反で現行犯逮捕された。警察は、23人の朝鮮人労働者を取り調べて、朝鮮共産党指導部の存在と、指導部指示による集会・デモ闘争を把握した。官憲は、金天海、李雲洙、朴得絃、金漢郷、金容杰、朴得杰、朴相勗、金正泓、朴台乙ら闘争指導者を割り出した。
同年10月25日、金天海は、神奈川朝鮮労働組合横浜支部で逮捕された。その後、同年11月初旬までに、朝鮮共産党日本総局関係者36人が検挙され、金天海、李雲洙、朴得絃、金漢郷、金容杰、朴得杰、朴相勗、金正泓、朴台乙ら31人が治安維持法違反で起訴された。金天海ら中心メンバーは保釈を認められず、市ヶ谷刑務所に拘留された。保釈を得た被告は、日本赤色救援会（略称はモップル）とともに、公判対策協議会を立ち上げ、公判闘争を展開した。
同年12月、コミンテルンは、朝鮮共産党の分派抗争に関して、どのグループも支持しないとして、朝鮮共産党承認を取り消した。コミンテルンは「12月テーゼ」を出し、「労働者と農民に基礎を置いて、党を再組織する」ように指導した。
1929年、在日朝鮮労総では、日本共産党指導下の日本労働組合全国協議会（略称は全協）への解消が提起された。同年7月、在日朝鮮労総関東協議会で、川崎と横浜の代表が解消に反対した。金斗鎔（キム・ドゥヨン、1904年朝鮮咸興生まれ、プロレタリア国際主義者）らが解消を推進した。金斗鎔は、労働者独自の運動に戻り、「労働者は祖国を持たない」という『共産党宣言』に基づいて民族的闘争を放棄することを主張した。その後、東京の在日朝鮮労総と川崎・横浜の在日朝鮮労総の間で内ゲバが起った。
同年12月14日、在日朝鮮労総全国代表者会議で、在日朝鮮労総を解体し、工場を基盤として、組合を産業別に再組織化することが決定した（産業別闘争に向かうことを意味した）。また、全協への即時加盟が決定した。全協には、朝鮮人委員会が設立され、朝鮮人委員会が朝鮮人問題の指導に当たることになった。在日朝鮮労総傘下の組合員数は3万数千人あった。
1930年10月、在日朝鮮労総は全協に再組織されたが、組合員数は2600人に激減した。

### 裁判と戦時下の活動
同年11月25日午前10時30分、東京地方裁判所で、金天海、李雲洙、朴得絃、金漢郷、金容杰、朴得杰、朴相勗、金正泓らの公判が開かれた。金容杰は「コミンテルン万歳」を叫び、朴得杰、朴相勗は朝鮮語で、「日本共産党と被告会議を開催して、完全に公判闘争を敢行した」と叫んだ。李雲洙が革命歌を歌い始めると、被告全員も起立して唱和した。朴得絃が全員を静かにさせて、裁判長に、金漢郷を議長とした、被告たちの公判会議の開催を要求した。裁判長の制止を振り切って、金天海ら被告たちは次々に発言した。同日11時20分、裁判長は、裁判の公開を禁止し、分離裁判を行なうことを明言した。金天海ら被告全員が抗議したが、力ずくで退廷させられた。同日午後、金天海らの分離裁判が始まった。金天海は、「朝鮮語禁止は、日本帝国の暴圧だ」「何故、自分たちの保釈が認められないのか」「共産党被告はコミンテルンの支部として闘っているから、日本・中国・朝鮮の被告を全部統一して裁判しろ」と主張した。
同年12月8日に第2回公判が開かれ、最初は「統一審理・公開裁判」で行なわれたが、第1回公判と同様に混乱したため「分離裁判・非公開裁判」となった。
1931年3月21日、金天海は懲役5年の実刑判決を受け、控訴した。同年10月30日、控訴審公判第1回準備手続の法廷で、看守、巡査、憲兵の退席を要求した。弁護士の介入により、警備が緩和された。
同年10月、幹部の大量検挙により、朝鮮共産党日本総局が解体した。同年、全協組合員1万人中、4000人が朝鮮人だった。
その後、控訴審公判第2回準備手続は、金漢郷を議長とした被告会議となり、各被告の陳述内容が決定された。金天海は、公判常任委員に選ばれ、党の労働農民運動の活動内容を陳述することになった。
1932年4月11日、朴相勗が獄中で暴行されて死亡した。同年4月15日、朴相勗の葬儀委員13人が、葬儀デモを協議した。協議中に、警官隊に踏み込まれ、葬儀委員13人全員が検束された。
同年8月30日、控訴審判決があり、金天海の懲役5年の実刑判決が確定した。金天海は市ヶ谷刑務所に服役した。
1934年5月、李雲洙が出所した。同年7月、李雲洙は朴台乙と再会した。朴台乙は東京江東区で、全協とは異なる独自の労働組合結成を進めていた。李雲洙は、朴台乙に、合法的な朝鮮語の新聞を作ることを提案し、賛同された。朴台乙は、職場や地域に根付いた合法的な革命運動・労働運動を考えていて、社会大衆党を含んだ統一戦線を目指すべきだと思っていた。
1935年、金天海は市ヶ谷刑務所から出所した。服役中に結核を患い、しばらくは病床に伏せていた。その後、李雲洙が訪ねてきて、金天海に合法的な朝鮮語の新聞を作ることを提案した。金天海は、李雲洙の提案に賛同した。同年11月初旬、横浜市井土ヶ谷の金天海の同志の家で、金天海、李雲洙、朴台乙ら5人は、朝鮮語新聞を通した再組織化の方針を決定した。新聞では、在日朝鮮人の身近な生活問題を採用して宣伝し、新聞に寄せられた要求を纏め上げて、運動を起こしていくことになった。
同年12月16日、合法的に「朝鮮新聞社」が設立された。「在日朝鮮人労働者の文化的向上を目指し、在日朝鮮人労働者に社会的・階級的・民族的自覚を喚起させること」を目的とした。社長兼編集局長に李雲洙、営業局長に朴台乙、資金と読者獲得と新聞を通じた支局の組織化担当に金天海が就任した。その後、編集局に金斗鐙が参加した。同年12月31日、『朝鮮新聞』創刊準備号が発行された。新聞では、発行、配布、集金、拡大を読者参加型にした。
その後、金天海は「愛国者金天海先生出獄歓迎会」を各地で開催してもらうように手配し、会を通じてオルグ活動を行なった。特高警察2人が必ず金天海に付いて、監視した。金天海は、神奈川県、静岡県、長野県、愛知県、岐阜県、京阪地方を回った。大阪で、金文準（1894-1936、済州島出身、水原高等農林学校卒）に、金が発行していた『民衆時報』と『朝鮮新聞』との合同を了承されたが、その後、金文準が病死し、合同は実現しなかった。『朝鮮新聞』は毎月2回の発行で、毎号4000部を発行した。
金天海は、名古屋市で朴広海と再会した。朴広海は、三信鉄道争議を指導した後、名古屋合同労働組合に所属していた。
1935年7月、コミンテルン第7回大会で、「反ファシズム統一戦線路線」が採択された。1936年2月、野坂参三と山本懸蔵は連名で『日本共産主義者への手紙』を発表し、人民戦線樹立のための運動を訴えた。金天海は、人民戦線を実践しようと考えた。また、『朝鮮新聞』は、部落細胞を作り、全ての自主組織に働きかけをし、朝鮮人部落からの信頼を得ることを第1とし、セクト性の打破を実践することになった。『朝鮮新聞』は、東京に11支局、神奈川・長野・愛知・石川・富山・新潟・奈良の各県に10支局を開設し、静岡・岐阜・京都・大阪・兵庫・千葉・福島などにも読者組織を立ち上げた。
同年、朴広海は岐阜市で藤原巳二（本名は朴景順）とともに、岐阜市市議会議員の李相雲を、地酒の「白鹿」と牛肉を携えて訪ねた。李相雲は在日朝鮮人で、元々は在日朝鮮労総岐阜責任者だったが、転向して内鮮融和派となり、融和組織・正和会会長だった。朴広海は李相雲に、「正和会の名称を貸して欲しい」「正和会の名前で、高山線沿線に正和会の支部を作りたい」と頼んだ。李相雲は朴広海の頼みを了承した。朴広海は、高山線沿線の飯場や朝鮮人部落に、正和会加茂支部（120人参加）、正和会川辺分会（約80人参加）、正和会葛牧分会（約50人参加）、正和会丹生班（156人参加）などを作ると、夜学会を始めた。それから、朴広海、正和会支部を拠点にして、岐阜県下呂市焼石の道路工事現場での労働条件改善闘争や川辺の首切り反対闘争、西白川村の水力発電工事現場での日常品販売価格減額闘争などを開始した。
同年5月、金天海は滋賀県大津市に入り、紡績工場でオルグ活動を行い、その後内鮮融和会に行き、同会副会長が日本陸軍中将から額縁を貰ったことを糾弾した。また、盲腸炎を患い、大津市で説教カンパを得て大阪大学病院に入院。同年7月29日に手術を受けた。一方、同年7月10日、『朝鮮新聞』の中心メンバーが、「新聞を通じて共産主義を宣伝し、日本共産党の目的遂行のために活動した」として逮捕された。同年7月31日までに、李雲洙、朴台乙、金斗鐙が検挙された。
同年8月3日、大津市の内鮮新和会幹部に独立思想を説いたことを脅迫と見なされたこと、また、愛知県での「愛国者金天海先生出獄歓迎会」で講演した内容が警察にもれ、共産主義宣伝とされたことで逮捕された。同年12月5日、朝鮮人の人民戦線運動家が一斉に検挙された。朴広海と朴景順も、「合法組織を偽装して共産主義非合法グループを組織し、『朝鮮新聞』を通じて共産主義を宣伝した」として逮捕された。
1937年11月1日、金天海は起訴された。懲役4年の判決を受けて滋賀県の膳所刑務所に服役した後府中刑務所に移送され、独房生活を送った。その間、1941年3月に治安維持法が改正され、予防拘禁制度ができたことにより、共産主義から転向しない限り、刑務所から釈放されないことになった。金斗鐙は共産党から転向し出獄したが、金天海は転向を拒否した。
1942年9月、刑期が満了したが、共産主義からの転向を拒否していたため、予防拘禁制度により東京・豊多摩刑務所の東京予防拘禁所に送られた。このころ肺結核が悪化し、腸結核に進行していて、歩くこともできなかった。山辺健太郎が金天海を介抱した。
1944年12月、朝鮮総督府から創氏改名の通知が来た。金天海は司法大臣宛に抗議の手紙を出し、改名を拒否した。

### 戦後
1945年8月15日、日本が降伏を受け入れると、金天海は面会に来た朝鮮人に金斗鎔と連絡をつけるように頼んだ。金斗鎔は金天海と面会した。金斗鎔は、朴恩哲、金正洪、宋性澈、曺喜俊らの在日朝鮮人とともに、日本人共産主義者に呼びかけて「政治犯釈放促進連盟」を結成した。金斗鐙が委員長となった。その後、思想検事が金天海の元に来て、治安維持法が廃止されていないことを理由に、予防拘禁を更新しようとしたが、金天海は、「日本の敗戦により自分はすでに独立国朝鮮の公民である」として思想検事を追い返し、即時釈放を要求した。
同年9月10日、在日本朝鮮人連盟（略称は朝連）中央準備委員会が結成され、新宿角筈の朝鮮奨学会に、事務所を開いた。政治犯釈放促進連盟事務所も、朝連中央準備委員会事務所に置かれた。朝連中央準備委員会は、日本共産党の再建のための集会費、自動車代、印刷代などの費用を援助した。
同年10月10日、寺尾五郎が豊多摩刑務所から出所し、400人（多くが朝鮮人）が寺尾を出迎えた。寺尾ら400人は、数台のトラックに「歓迎・出獄戦士・万歳」と書かれた幕を貼り付け、トラックに分乗して府中刑務所に向かった。同日、徳田球一、黒木重徳、志賀義雄、金天海、山辺健太郎ら16人が、府中刑務所から出所した。寺尾ら400人が出迎えた。府中刑務所前で、徳田と志賀が挨拶し、天皇制の打倒と人民共和国樹立を目標とすることを宣言した。金天海は、「日本帝国主義と軍閥の撲滅」「天皇制の廃止」「労働者農民の政府樹立」「朝鮮の完全独立と民主政府の樹立」を訴えた。その後、出獄した政治犯は、アメリカ軍のトラックで、陸軍中野学校跡の兵舎に連行され、連合国軍最高司令官総司令部からの事情聴取を受けた。出獄歓迎の群衆2000人は、芝田村町（現・西新橋）の飛行館（現・航空会館）で、「出獄同志歓迎人民大会」を開催し、新橋と銀座に出て、デモを行なった。
同年10月15日、日比谷公会堂で在日本朝鮮人連盟が結成され、日本各地から代表4000人が集まった。結成時の綱領は「新朝建設に献身的努力を期す」「世界平和の恒常的維持を期す」「在日同胞の生活安定を期す」「帰国同胞の便宜と秩序を期す」「日本国民との互譲友誼を期す」「目的達成のために大同団結を期す」の6項目だった。金天海は、最高顧問に就いた。韓徳銖（後の在日本朝鮮人総連合会議長）は神奈川県本部委員長に就任した。同年11月、朴烈は秋田刑務所から出所した。その後、朴烈は新朝鮮建設同盟を結成し、後に在日本大韓民国居留民団（略称は民団。後の在日本大韓民国民団）の民団長になった。
同年11月16日、在日本朝鮮人連盟の左翼化に反対した在日朝鮮人の青年が集まり、朝鮮建国促進青年同盟（略称は建青）を結成した。町井久之（本名は鄭建永。後の東声会会長、東亜相互企業社長、釜関フェリー社長）は朝鮮建国促進青年同盟東京本部副委員長となった。　
同年12月1日から3日まで、代々木の日本共産党本部で日本共産党第4回大会が開催された。金天海は中央委員に選出され、中核である7人の政治局員にも選ばれた。20人の中央委員候補には、金斗鎔、朴恩哲、保坂浩明（本名は李浩明）、宋性澈の4人の在日朝鮮人が含まれていた。後に、遠坂寛（本名は崔斗煥）も中央委員候補に入った。このときの共産党員は6847人（うち約1000人が在日朝鮮人）だった。党中央には朝鮮人部が設立され、金天海が部長に、金斗鎔が副部長になった。
1946年2月27日、永田町国民学校で、在日本朝鮮人連盟の第2回臨時全国大会が開催された。大会は「朝鮮人民共和国支持問題」で紛糾した。在日本朝鮮人連盟の右派は「共産主義者を在日本朝鮮人連盟から追い出せ」と書かれたビラをまいた。これを切っ掛けに、町井久之の建青ら右派と朝連の左派との乱闘となり、右派の鄭哲（民団幹部）が左派の若者の腹部を銃撃した。
同年3月6日、在日朝鮮人連盟傘下の青年組織として、在日朝鮮民主青年同盟（略称は民青）が結成された。
同年夏、金天海は北海道旭川市の炭鉱近くの朝鮮人部落を訪れ、朝連への参加を呼びかけた。朝鮮人部落の全員が朝連への参加を決めた。同年7月19日深夜、金天海は、民青中央メンバーに「建青の若者は困った者だ。自分が説教して言い聞かせるから、連れて来い」と言った。民青中央メンバーは「拉致して、罵倒して暴行を加えて、懲らしめろ」と解釈した。同年7月20日午前1時30分、民青メンバー約100人は、拳銃や日本刀や棍棒を持ち、トラック3台に乗って、六郷橋のアメリカ軍憲兵（MP）の検問を突破し、川崎市四谷建青支所を襲撃した。その後、桜木町の朝鮮人住宅を襲い、建青幹部10人を拉致し、板橋の民青のアジトに連行し、暴行を加えた。同日、民青メンバーは建青本所支部を襲撃した。一方、同日、建青メンバーは、朝連荒川支部、朝連上野支部などを襲撃した。同年7月22日、MP司令部は警視庁警備課長と朝連の代表者と建青の代表者をMP司令部に呼び、抗争事件を再発させないように警告した。
同年7月、金天海は京都の会議に参加した。宿舎がなかったため、京都到着時に迎えに来てくれた在日朝鮮人の労働運動家宅に泊まることになったが、労働運動家が玄関先で「私の妻は日本人ですが」と言うと、金天海は家には入らずに野宿した。
同年10月3日、朝連の左翼化に反対するメンバーが、在日本朝鮮居留民を結成した。
同年12月20日、皇居前広場で、朝連主催の生活権擁護人民大会中央大会が開催され、1万人を超える人が参加した。デモ隊の一部が首相官邸に乱入し、警官隊と乱闘になった。警官隊は拳銃2丁と実弾10発を奪われた。武装警官とMPが出動し、デモ隊に向けて銃弾4発を発砲して、デモ隊を鎮圧した。警官隊の重軽傷者は24人。15人の在日朝鮮人がMPに連行された。
1947年10月、ダグラス・マッカーサーは、日本政府に対して、「在日朝鮮人を日本の教育基本法、学校教育法に従わせるよう」に指令した。1948年1月24日、日本政府は、各都道府県知事に、朝鮮学校の閉鎖と在日朝鮮人生徒の日本学校への転入を通達した（朝鮮学校閉鎖令）。これを切っ掛けに阪神教育事件が勃発した。
同年8月15日、東京・皇居前広場で、朝連と日本共産党は生活防衛・反ファッショ人民大会を共同で開催した。金天海は、民族教育闘争や不当弾圧反対闘争のアジテーションを行った。
同年秋、朴烈、建青幹部・李孝燮らは金天海の暗殺を計画した。
同年11月、金斗鎔は北朝鮮に密航した。1949年1月、李孝變が暗殺された。同月、朴烈は、若手アナキストによって、民団長を辞任させられた。
このころ、金天海は金恩順と内縁関係にあった。金恩順は後に朝連婦人部二代目部長となり、在日本朝鮮民主女性同盟（略称は女同）の初代委員長となった。
1949年4月4日、団体等規制令が発布された。同年5月31日、行政機関職員定員法が発布され、日本国有鉄道などで人員整理が敢行された。同年6月9日、国鉄労働組合東神奈川分会は、国鉄の人民管理を決議し、朝連の支援を受けて、労働者管理の人民電車を走らせた。
同年6月24日、南北朝鮮の労働党が合併して、朝鮮労働党が設立された。同年6月25日、平壌で祖国統一民主主義戦線（略称は祖国戦線）が結成された。韓徳銖は祖国統一民主主義戦線創立大会で在日朝鮮人代表として中央委員に選出された。
同年6月30日、福島県平で、平事件が勃発した。
同年9月8日、団体等規制令により、在日本朝鮮人連盟に解散命令が下され、金天海、韓徳銖、曺喜俊ら19人の朝連幹部は公職追放となった。同日、在日本朝鮮民主青年同盟、在日本大韓民国居留民団宮城県本部、大韓民国建国青年同盟塩釜支部も解散させられた。民青では9人が公職追放となった。
同年9月16日、日本共産党は党本部にて在日本朝鮮人連盟などの団体等規制令による解散に対する緊急対策会議を開催、翌17日には2日間に渡り在日本朝鮮人連盟などの団体等規制令による解散に対する日本共産党朝鮮人部拡大全国会議を開催した。会議の冒頭では金日成のメッセージが朗読された。金天海らはGHQと法務省に抗議をおこない、朝連などの解散撤回と公職追放撤回を求めたが却下された。金天海はこのころ、共産党幹部・長谷川浩と同幹部・岡田文吉と常時連絡を取っていた。
同年12月初旬、朴恩哲が日本共産党朝鮮人部に代わって、新たに日本共産党民族対策本部（略称は民対）を組織した。韓徳銖は民対の指導メンバーになったが、朴恩哲体制が確立すると、韓徳銖は反朴恩哲グループを形成した。

### 朝鮮にもどる
1950年6月10日、金天海は金桂淡(民衆新聞発行人)とともに、香住丸で鳥取県境港から大韓民国釜山に密航した。金天海は日本共産党中央委員のポスト後継者に韓徳銖を指名した。
同年6月15日、金天海は北朝鮮に密航した。朝鮮戦争が勃発した6月25日、朴烈は、韓国の郊外の料亭で開いた宴会の最中、北朝鮮軍の特殊部隊によって北朝鮮に拉致された。
1951年11月、朝鮮労働党第2回大会で、金天海は労働党中央委員・社会部長に就任した。12月10日、日本へのラジオ演説を開始した。
1952年5月2日、日本向けラジオで「在日同胞に訴う」を演説した。
朝鮮戦争休戦後の1955年7月8日、金天海は平壌放送で在日朝鮮人に向けて「8・15解放10周年を祝おう」と訴えた。
1956年1月27日、祖国戦線議長として「在日朝鮮公民の帰国と大村収容所の釈放問題は正当に解決されるべき」との声明を発表した。
1957年1月1日、朝鮮総連に激励の辞を送った。同年11月18日、祖国戦線第2回大会で議長団に選出された。
1958年、金日成から労働勲章を受けた。
1960年8月13日、「8.15朝鮮解放15周年慶祝訪朝日朝協会使節団」を平壌の飛行場で出迎えた。
1961年、金恩順が北朝鮮に帰国した後、子宮癌で死去すると、金天海は金恩順の葬儀に参列した。
1970年の労働党第5回大会で金天海の名前が中央委員名簿から消えた。以後、金天海の消息は途絶えた。アムネスティー・インターナショナルが発表した勝湖里（平壌市勝湖区域にある）強制収容所の収容者名簿に載ったと伝えられている。

## エピソード・人物
- オルグは得意だったが、大衆を前にした演説は苦手だった。